# Ballinamallard United Football Club
Il Ballinamallard United Football Club, meglio noto come Ballinamallard United, è una società calcistica semi-professionistica nordirlandese con sede nella città di Ballinamallard, nella contea di Fermanagh. Il club è stato costituito nel 1975. Milita in Championship, la seconda serie del campionato nordirlandese. Gioca le sue partite casalinghe a Ferney Park e i colori sociali sono il blu reale e il bianco.
Nella sua storia ha giocato in Premiership, la massima serie nordirlandese, per sei stagioni consecutive dal 2012 al 2018.

## Statistiche

### Partecipazione ai campionati
Nella tabella vengono considerate solo le prime due serie nazionali dalla riforma del campionato nel 2008.
| Livello | Categoria    | Partecipazioni | Debutto   | Ultima stagione | Totale |
| ------- | ------------ | -------------- | --------- | --------------- | ------ |
| 1º      | Premiership  | 6              | 2012-2013 | 2017-2018       | 6      |
| 2º      | Championship | 7              | 2008-2009 | 2020-2021       | 7      |

## Palmarès

### Competizioni nazionali
- Championship: 2

2002-2003, 2011-2012

### Competizioni regionali
- North West Senior Cup: 2

2019-2020, 2022-2023

### Altri piazzamenti
- Irish Cup:

Finalista: 2018-2019